# Litorale di Ugento
Litorale di Ugento este o arie protejată (arie specială de conservare — SAC, sit de importanță comunitară — SCI) din Italia întinsă pe o suprafață de 7.245 ha, din care 85 % marine.

## Localizare
Centrul sitului Litorale di Ugento este situat la coordonatele 39°50′32″N 18°06′36″E / 39.842222°N 18.11°E.

## Înființare
Situl Litorale di Ugento a fost declarat sit de importanță comunitară în iunie 1995 pentru a proteja 1 specie de plante și 21 de specii de animale. Situl a fost protejat și ca arie specială de conservare în martie 2018.

## Biodiversitate
Situată în ecoregiunea mediteraneană, aria protejată conține 7 habitate naturale: Dune cu vegetație ierboasă Brachypodietalia cu specii anuale, Pante stâncoase calcaroase cu vegetație casmofită, Straturi cu Posidonia (Posidonion oceanicae), Vegetație anuală la limita mareei, Tufărișuri termo-mediteraneene și de pre-deșert, Dune împădurite cu Pinus pinea și/sau Pinus pinaster, Dune de coastă cu Juniperus spp..
La baza desemnării sitului se află mai multe specii protejate:
- plante (1): Stipa austroitalica
- păsări (18): pescăruș albastru (Alcedo atthis), rață pitică (Anas crecca), rață mare (Anas platyrhynchos), stârc roșu (Ardea purpurea), stârc galben (Ardeola ralloides), rață-cu-cap-castaniu (Aythya ferina), erete de stuf (Circus aeruginosus), erete cenușiu (Circus pygargus), egretă mică (Egretta garzetta), lișiță (Fulica atra), găinușă de baltă (Gallinula chloropus), piciorong (Himantopus himantopus), stârc pitic (Ixobrychus minutus), rață fluierătoare (Mareca penelope), rață pestriță (Mareca strepera), rață cârâitoare (Spatula querquedula), chiră mică (Sternula albifrons), chiră de mare (Thalasseus sandvicensis)
- amfibieni (1): Bombina pachypus
- reptile (2): șarpele cu patru dungi (Elaphe quatuorlineata), elaphe situla (Zamenis situla)

Pe lângă speciile protejate, pe teritoriul sitului au mai fost identificate 22 de specii de plante, 2 specii de amfibieni, 2 specii de nevertebrate, 5 specii de reptile.